# Planète rebelle (éditeur)
Pour les articles homonymes, voir Planète rebelle.
Planète rebelle est une maison d'édition québécoise fondée en 1997 dédiée à la parole et aux genres littéraires associés à l'oralité.

## Histoire
La maison d'édition a été fondée en 1997 par le conteur André Lemelin pour accompagner le renouveau du conte et faire redécouvrir l’oralité, tels que le conte, le slam, la poésie et le spoken word,. La maison a ainsi commencé à éditer des livres CD, sortes d’hybride entre le livre papier et le livre audio, qui donnent à entendre la parole des conteur·euses en contrepoint de la version papier. Planète rebelle a ensuite été rachetée en 2002 par l'éditrice Marie Fleurette Beaudoin qui a développé plusieurs collections, dont la plus importante, « Paroles », dédiée au conte et aux conteur·euses contemporain·es. L'arrivée de Marie Fleurette Beaudoin à la direction a également marqué l'ouverture de la maison à la littérature jeunesse à partir de 2003.
En janvier 2022, Marie-Fleurette Beaudoin est partie à la retraite et c’est Luca Palladino, déjà à la tête de KATA éditeur, qui a repris Planète rebelle.
En 2022, la maison a souligné ses 25 ans d’existence, notamment à travers la création du Fonds M.F. Beaudoin–Planète rebelle en collaboration avec le Regroupement du Conte au Québec. Ce fonds, qui compte plus de 350 livres et albums de contes imprimés et audio, constitue le plus important fonds de contes contemporains au Canada.

## Principaux prix littéraires
Le catalogue de Planète rebelle est composé d’auteur·ices issu·es du genre du conte, de Jocelyn Bérubé à Fred Pellerin en passant par Renée Robitaille et Joujou Turenne. En 2007, le prix Mnémo a été attribué à la maison pour souligner l’ensemble de ses publications et son rôle essentiel et novateur dans le domaine de la diffusion de l’art du conte.
En 2008, la maison a reçu le prix Claude Seignolle en France pour sa réédition d'œuvres du Père Anselme Chiasson (Les Légendes des îles de la Madeleine, 2003 et L’eau qui danse, l’arbre qui chante et l’oiseau de vérité, 2005).
En 2015, Les bateaux volants (2014) d’Alexandre et Mathieu Vanasse a reçu le prix du livre audio Euphonia, qui souligne la qualité de la production audio, de la narration et la contribution sociale des producteurs qui rendent la culture et l’information accessibles, notamment aux personnes qui vivent avec une limitation perceptuelle.
En 2019, Sacré Chœur de Gilgamesh de Nadine Walsh a reçu le Grand Prix Charles Cros en France, dans la catégorie « Parole enregistrée et création sonore ».
En 2020, Flavie Dufour a reçu le prix Coup de cœur de l’Académie Charles Cros pour son spectacle et livre-CD Clair de femme (2019).